# Crabe, couché sur le dos
Crabe, couché sur le dos est un tableau réalisé par le peintre néerlandais Vincent van Gogh en 1887 à Paris, en France. Cette huile sur toile est une nature morte représentant un crabe retourné sur sa carapace, les pattes en l'air. Elle est conservée au musée Van-Gogh, à Amsterdam.

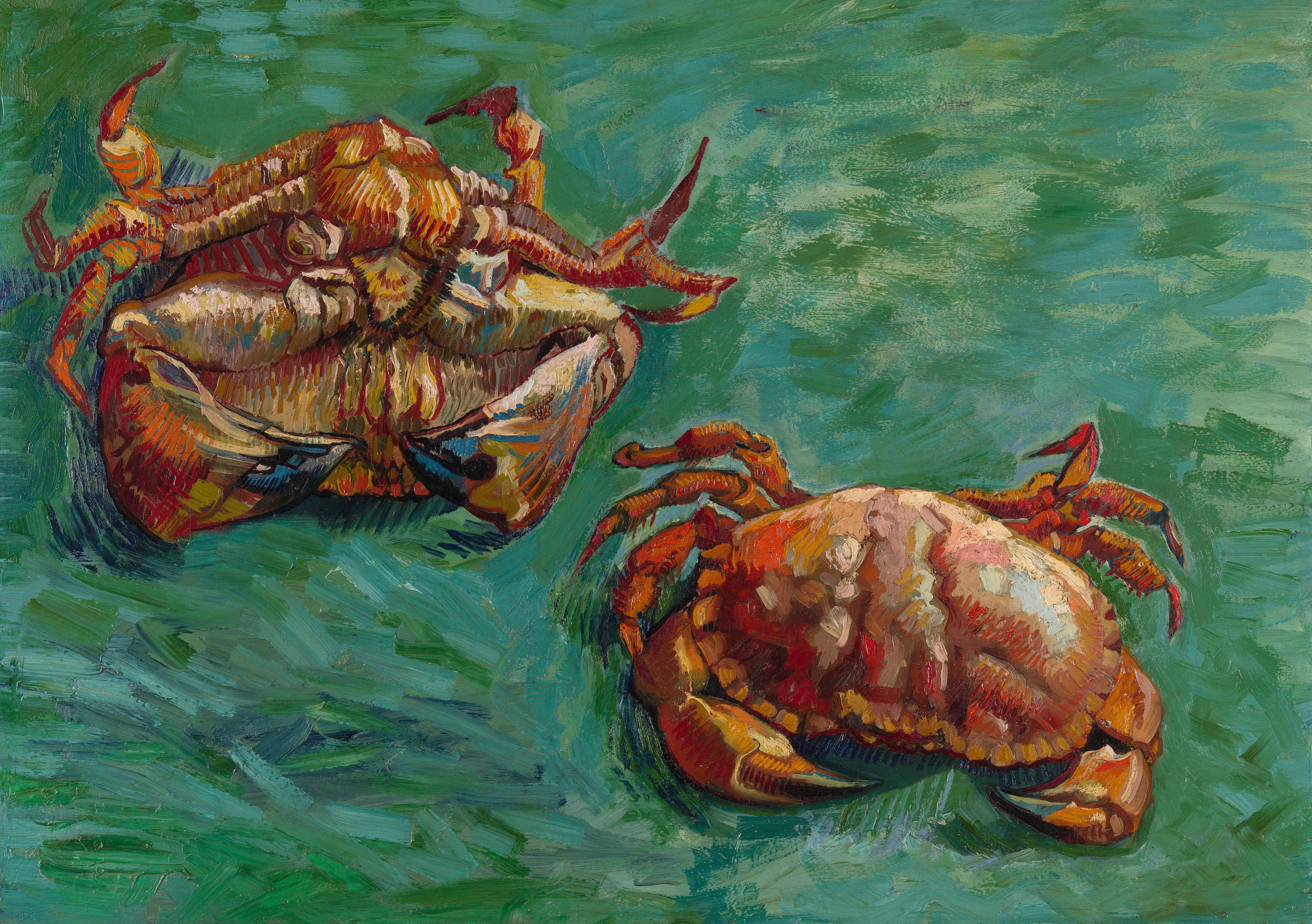
Deux Crabes, 1889 – National Gallery, Londres.